# Pingwin magellański
Pingwin magellański (Spheniscus magellanicus) – gatunek dużego ptaka z rodziny pingwinów (Spheniscidae), zamieszkujący południową część Ameryki Południowej oraz Falklandy. Nie jest zagrożony.
SystematykaNie wyróżnia się podgatunków. Niektórzy autorzy uznawali go za jeden gatunek z pingwinem przylądkowym (S. demersus) i pingwinem peruwiańskim (S. humboldti).

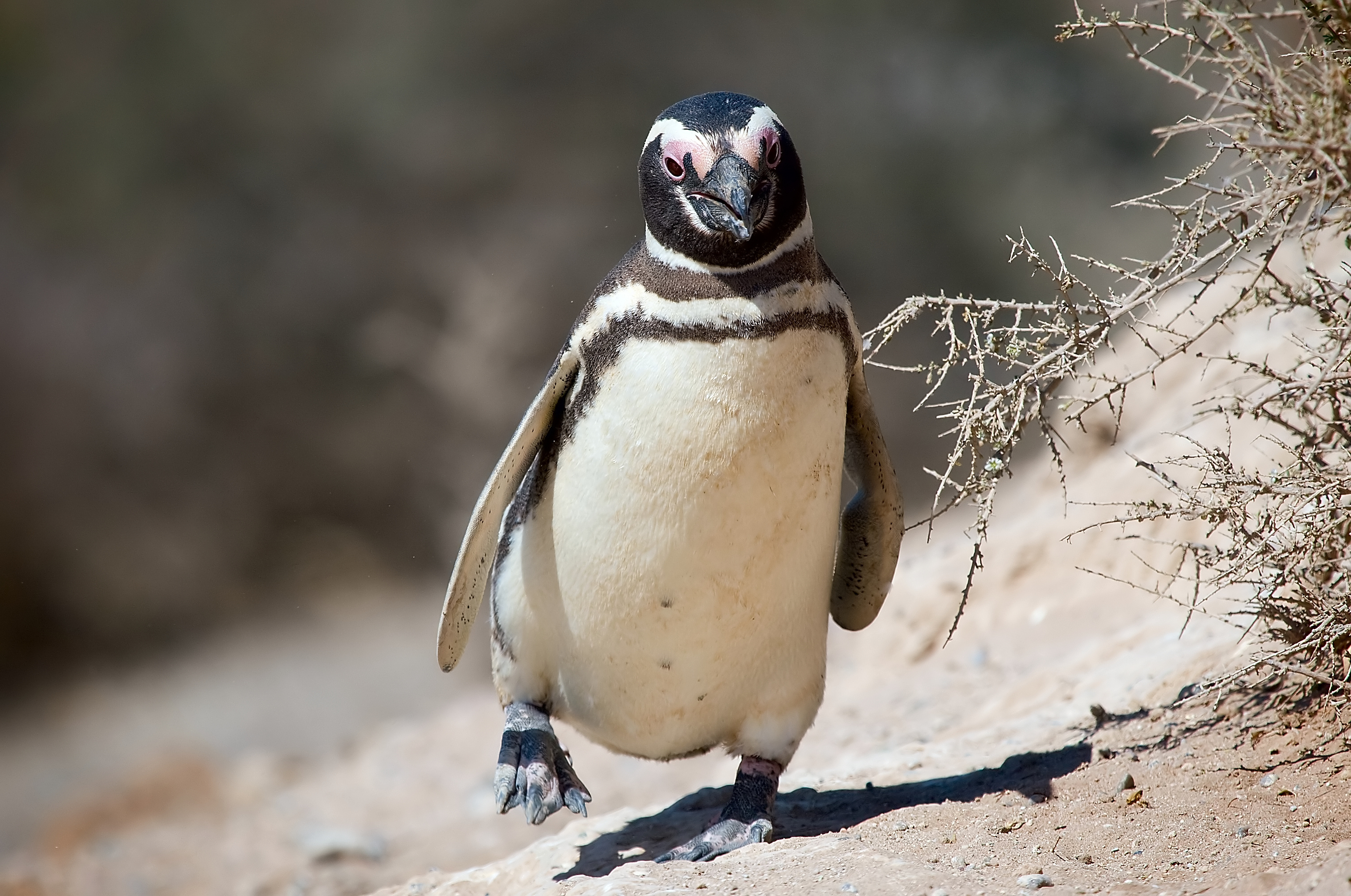
Pingwin magellański na półwyspie Valdés w Argentynie

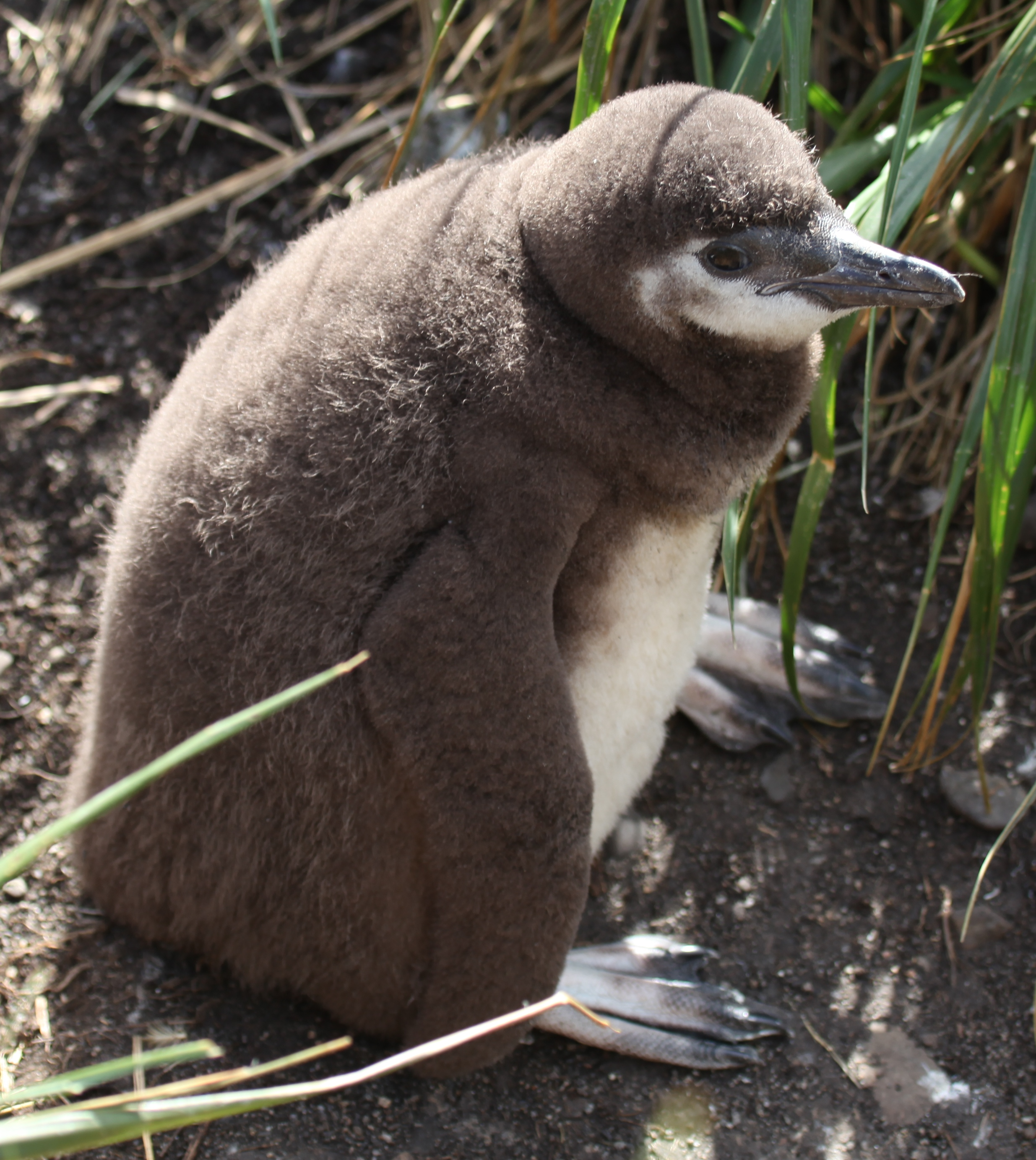
Pisklę na jednej z wysp archipelagu Ziemi Ognistej (Argentyna)

WyglądGłowa w większości czarna (z wyjątkiem białej pętli biegnącej od nasady dzioba ponad okiem przez boki szyi do gardła), dziób czarny. Wierzch ciała czarno-szary. Na piersi szeroka, czarna przepaska, poniżej wąski, czarny pas, idący wzdłuż boków ku nogom. Reszta spodu ciała w większości biała.
Rozmiarydługość ciała 70–76 cm
masa ciała 2,3–7,8 kg
Zasięg, środowiskoPołudniowoamerykańskie wybrzeża Pacyfiku i Atlantyku – od środkowego Chile i środkowej Argentyny po przylądek Horn; ponadto Falklandy. Występuje głównie na południe od podobnego pingwina peruwiańskiego, lecz w zimie przesuwa się na północ i wtedy ich zasięgi pokrywają się częściowo ze sobą. Na Atlantyku zimą północna granica jego zasięgu przesuwa się po południową Brazylię, wyjątkowo spotykany w północnej Brazylii.
StatusMiędzynarodowa Unia Ochrony Przyrody (IUCN) uznaje pingwina magellańskiego za gatunek najmniejszej troski (LC – Least concern). Liczebność światowej populacji szacuje się na 1,1–1,6 miliona par lęgowych. Trend liczebności populacji jest spadkowy. Do głównych zagrożeń dla gatunku należą: zanieczyszczenia spowodowane wyciekami ropy naftowej, wpływ rybołówstwa oraz zmiany klimatu.